# 鄱陽公主
鄱阳公主（4世紀—5世紀），中国東晋简文帝司马昱之女，李陵容所生，孝武帝的同母妹妹。
鄱阳公主先下嫁王熙，王熙早卒。再下嫁王導曾孫王嘏，王嘏祖父王恬，父亲王琨。王嘏字伟世，历任侍中、中领军、左户尚书、始兴公。刘宋时鄱阳公主被改称永成君，生子王偃，孙女王宪嫄为宋孝武帝文穆皇后。

## 传记资料
1. ↑  中華書局《南史·王偃傳》校勘記引張森楷《南史校勘記》：「《晉書王導傳》以公主為簡文帝女，孝武稱長公主，則是孝武帝妹，非女也。」